# Arrondissement Lesparre-Médoc
Das Arrondissement Lesparre-Médoc ist ein Verwaltungsbezirk im französischen Département Gironde in der Region Nouvelle-Aquitaine. Im Arrondissement liegen fünf Wahlkreise und 49 Gemeinden. Hauptort (Sitz der Unterpräfektur) ist Lesparre-Médoc.

## Geschichte
Am 4. März 1790 wurde mit der Gründung des Départements Gironde auch ein District de Lesparre gegründet, der in weiten Teilen dem heutigen Arrondissement entsprach. Am 17. Februar 1800 wurde daraus das Arrondissement gegründet.
Vom 10. September 1926 bis 1. Juni 1942 war das Arrondissement aufgelöst und gehörte in der Zeit zum Arrondissement Bordeaux.
Im Rahmen einer Verwaltungsreform wechselte der Kanton Castelnau-de-Médoc am 1. Mai 2006 vom Arrondissement Bordeaux zum Arrondissement Lesparre-Médoc.

## Geographie
Das Arrondissement grenzt im Norden an das Mündungsgebiet der Gironde und auf der gegenüberliegenden Seite im Norden und Nordosten an die Arrondissements Rochefort, Saintes und Jonzac, alle drei im Département Charente-Maritime, im Osten an das Arrondissement Blaye, im Süden an die Arrondissements Bordeaux und Arcachon und im Westen an den Atlantik (Golf von Biskaya).

## Verwaltung
Das Arrondissement untergliedert sich in zwei Kantone:
- Le Nord-Médoc
- Le Sud-Médoc (mit 21 von 22 Gemeinden)

## Gemeinden
Die Gemeinden (INSEE-Code in Klammern) des Arrondissements Lesparre-Médoc sind:
| 1. Arcins (33010)            | 2. Arsac (33012)                     | 3. Avensan (33022)                   | 4. Bégadan (33038)               |
| 5. Blaignan-Prignac (33055)  | 6. Brach (33070)                     | 7. Carcans (33097)                   | 8. Castelnau-de-Médoc (33104)    |
| 9. Cissac-Médoc (33125)      | 10. Civrac-en-Médoc (33128)          | 11. Couquèques (33134)               | 12. Cussac-Fort-Médoc (33146)    |
| 13. Gaillan-en-Médoc (33177) | 14. Grayan-et-l’Hôpital (33193)      | 15. Hourtin (33203)                  | 16. Jau-Dignac-et-Loirac (33208) |
| 17. Labarde (33211)          | 18. Lacanau (33214)                  | 19. Lamarque (33220)                 | 20. Le Porge (33333)             |
| 21. Le Temple (33528)        | 22. Le Verdon-sur-Mer (33544)        | 23. Lesparre-Médoc (33240)           | 24. Listrac-Médoc (33248)        |
| 25. Margaux-Cantenac (33268) | 26. Moulis-en-Médoc (33297)          | 27. Naujac-sur-Mer (33300)           | 28. Ordonnac (33309)             |
| 29. Pauillac (33314)         | 30. Queyrac (33348)                  | 31. Saint-Christoly-Médoc (33383)    | 32. Sainte-Hélène (33417)        |
| 33. Saint-Estèphe (33395)    | 34. Saint-Germain-d’Esteuil (33412)  | 35. Saint-Julien-Beychevelle (33423) | 36. Saint-Laurent-Médoc (33424)  |
| 37. Saint-Sauveur (33471)    | 38. Saint-Seurin-de-Cadourne (33476) | 39. Saint-Vivien-de-Médoc (33490)    | 40. Saint-Yzans-de-Médoc (33493) |
| 41. Salaunes (33494)         | 42. Saumos (33503)                   | 43. Soulac-sur-Mer (33514)           | 44. Soussans (33517)             |
| 45. Talais (33521)           | 46. Valeyrac (33538)                 | 47. Vendays-Montalivet (33540)       | 48. Vensac (33541)               |
| 49. Vertheuil (33545)        |                                      |                                      |                                  |

## Ehemalige Gemeinden seit der landesweiten Neuordnung der Kantone
- Bis 2018: Blaignan, Prignac-en-Médoc
- Bis 2016: Cantenac, Margaux